# 1845 en France
Chronologie de la France
- 1841
- 1842
- 1843
- 1844
- 1845
- 1846
- 1847
- 1848
- 1849

Cette page concerne l'année 1845 du calendrier grégorien.

## Événements

### Janvier
- 27 janvier : la Chambre accepte le principe d'une indemnisation pour Pritchard expulsé de Tahiti en mars 1844[1].

### Février
- 1er février : Salvandy succède à Villemain à l'Instruction publique[2].
- 3 février : Karl Marx est sommé de quitter Paris par Guizot à cause de ses activités révolutionnaires[3]. Il se réfugie à Bruxelles où il organise et dirige un réseau de groupes révolutionnaires dispersés à travers l’Europe et connus sous le nom de Comités de correspondance communistes (février 1846)[4].
- 6 février : réception de Prosper Mérimée à l'Académie française[5].

### Mars
- 11 mars : installation du Conseil des Prud'hommes de Paris au Palais de justice[6].
- 15 mars : le duc de Broglie reçoit à Londres les instructions de Guizot pour négocier le traité sur le droit de visite[7].

### Avril
- 13 avril : Victor Hugo est nommé pair de France[8].
- 15 avril : ordonnance sur l'administration des possessions françaises en Algérie ; elle limite les pouvoirs du gouverneur ; les territoires conquis sont divisés administrativement en trois provinces, découpées elles-mêmes en territoire civil, arabe et mixte[9].
- 22 avril : joute musicale au Champ-de-Mars ; le système d'Adolphe Sax, composé de nouveaux instrument (Saxhorns), triomphe du système traditionnel de son concurrent Michele Carafa. L'organisation de Sax est adopté le 9 août par les orchestres militaires et le saxophone breveté le 22 juin 1846[10].
- 24 avril : Alfred de Musset et Honoré de Balzac sont nommés chevalier de la Légion d'honneur[11].
- 27 avril : réussite du premier essai de liaison télégraphique électrique entre Paris et Mantes. Un second essai réussit est réalisé entre Paris et Rouen le 18 mai suivant. Le 3 juillet 1846, une loi décide la création d'une ligne Paris-Lille[12]. Mende, préfecture de la Lozère, est la dernière préfecture reliée à Paris par le télégraphe électrique en 1855[13].
- 29 avril : loi sur le régime des irrigations[14].

### Mai
- 8 mai : Alfred de Vigny est élu à l'Académie française[15].
- 18 mai, Bourges : « abdication » de « Charles V », prétendant au trône d’Espagne, en faveur de son fils Charles-Louis (« Charles VI »)[16]. Il écrit à Louis-Philippe.
- 26 mai : à l'invitation du comte de Chambord, Chateaubriand quitte Paris pour un dernier voyage à Venise, où il arrive le 7 juin[17]. Il rentre par mer et arrive à Marseille le 17 juin.
- 29 mai : traité entre la France et la Grande-Bretagne relatif au droit de visite des navires[3]. Il prévoit un droit de visite conjoint des Britanniques et des Français et une surveillance commune du trafic en Afrique et sur la côte.

### Juin
- 9 juin : grève des ouvriers charpentiers de Paris, qui réclament une augmentation de salaire. Des soldats sont mis à la disposition des employeurs[18].
- 12 juin : à Rome, la Congrégation des affaires ecclésiastiques extraordinaires, ayant examiné le memorandum présenté par Pellegrino Rossi au nom du gouvernement français, conclut à l'unanimité que le Pape ne peut ni ordonner ni conseiller aux jésuites français de se disperser ; le Général de la Compagnie de Jésus Roothaan adresse cependant une note aux deux Provinciaux de Paris et de Lyon pour leur conseiller de diminuer ou de dissoudre les maisons de Paris, de Lyon et d'Avignon ajoutant : « Il m'en coûte de donner une telle disposition, mais je crois de mon devoir de suggérer cette mesure de prudence »[19].
- 18-19 juin : le général Pélissier, couvert par Bugeaud, enfume un millier d’algériens de la tribu des Ouled Riah  dans les grottes du Dahra[20].
- 21 juin : loi qui supprime les droits de vacation des juges de paix et augmente leur traitement[21].
- 22 juin : loi qui fixe le maximum et le minimum des versements dans les caisses d'épargne[21].

### Juillet
- 1er juillet : création par Charles Duveyrier de la Société générale d'Annonces, place de la Bourse. Combinant les idées d'Havas et d'Émile de Girardin, elle possède la régie publicitaire des six principaux quotidiens. Elle s'unit à l'agence Havas en 1857[22].

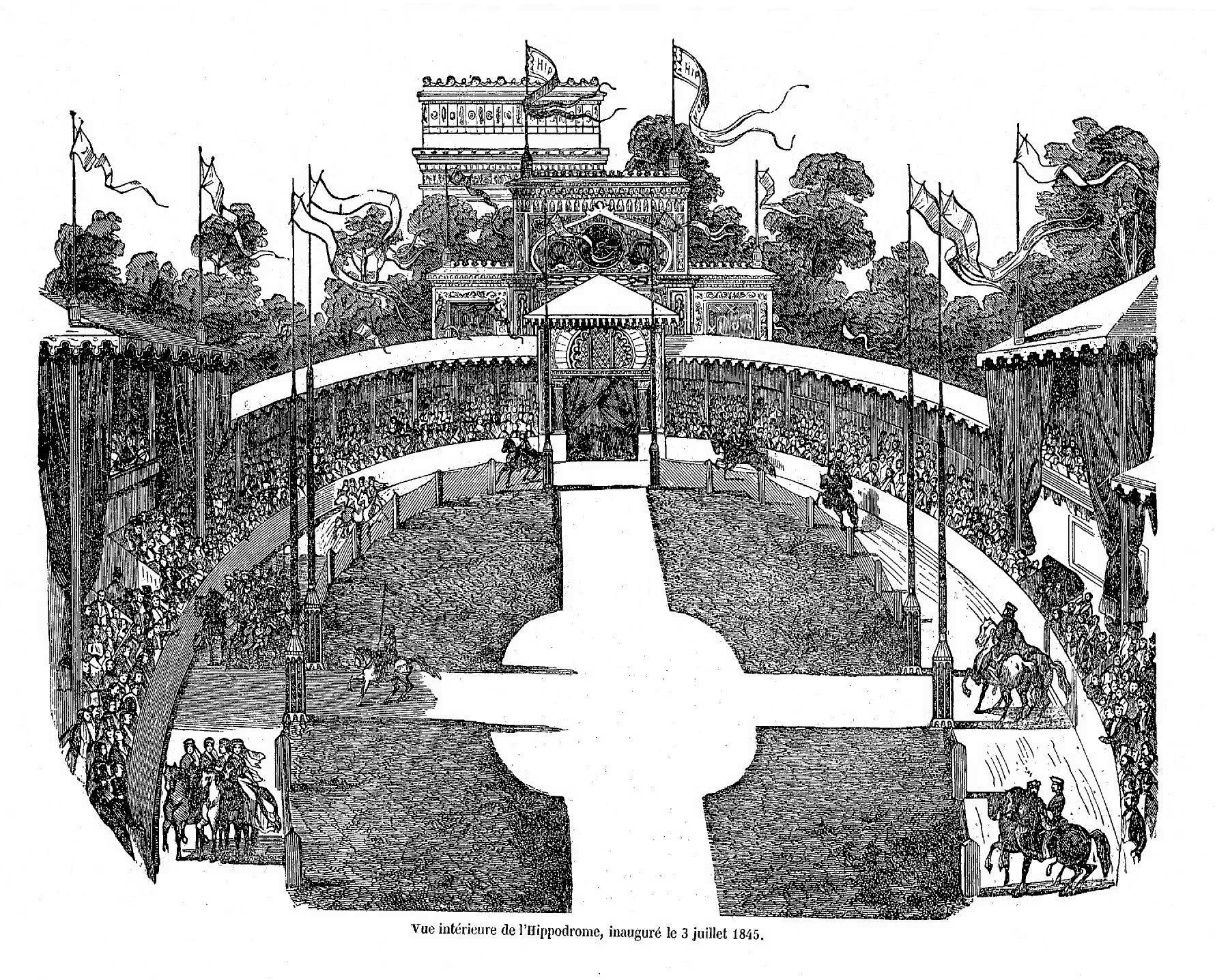
Vue intérieure de l'Hippodrome de la place de l’Étoile à Paris.

- 3 juillet : ouverture de l'Hippodrome de la barrière de l'Étoile[23]. Il est incendié le 27 juillet 1846[24].
- 5 juillet :  Victor Hugo et Léonie Biard sont surpris en flagrant délit d'adultère dans un hôtel du passage Saint-Roch. Pair de France, Victor Hugo, en qualité de pair de France, ne peut être arrêté. Léonie est emmenée à la prison Saint-Lazare[25].
- 6 juillet : Le Moniteur publie une note officielle : « Le gouvernement du Roi a reçu des nouvelles de Rome. La négociation dont il avait chargé M. Rossi a atteint son but. La Congrégation des Jésuites cessera d'exister en France et va se disperser d'elle même ; ses maisons seront fermées et ses noviciats seront dissous. »[19].
- 11 juillet :  interpellation à la Chambre des pairs sur le massacre d'une tribu arabe perpétré par le colonel Pélissier à l'ouest d'Alger[26].
- 15 juillet :
  - loi sur la police des chemins de fer[27].
  - loi qui autorise l'adjudication du chemin de fer de Paris à la frontière de Belgique[28].
- 16 juillet : loi relative à l'adjudication du chemin de fer de Paris à Lyon et de Lyon à Avignon[29].
- 18 juillet : loi Mackau qui apporte règlement et adoucissement dans le régime de l'esclavage dans les colonies[3]. Elle prévoit l'abolition de l'esclavage mais ne précise ni l'échéance ni les modalités.
- 19 juillet :
  - la Chambre vote des crédits pour la restauration de Notre-Dame de Paris par Viollet-le-Duc et Lassus[30].
  - loi relative à l'adjudication du chemin de fer des chemins de fer de Tours à Nantes et de Paris à Strasbourg[31].
  - loi d'établissement de l’embranchement sur Reims et Metz, sur Dieppe et Fécamp et de Rouen au Havre[31].
  - loi d'établissement de l’embranchement d'Aix-en-Provence sur Marseille et Avignon[32].

### Août
- 19 août : une tornade d'une violence exceptionnelle dévaste Montville et provoque la mort d'au moins 70 personnes.
- 25 août : fête de Saint-Louis à Rome après l’heureux dénouement de l’affaire des jésuites[33],[34].

### Septembre
- 4 septembre : Bugeaud quitte Alger pour un congé en France[35].
- 8 septembre : seconde visite de la reine Victoria à Louis-Philippe au château d'Eu[36].
- 20 septembre : création de la Compagnie des chemins de fer du Nord[37].
- 23-25 septembre : victoire d'Abd el-Kader à la bataille de Sidi-Brahim. Une colonne d'environ 400 chasseurs et hussards français venue de Djemma Ghazaouet tombe dans une embuscade. Elle est massacrée par 3 000 cavaliers de l'émir. Son chef, le lieutenant colonel Lucien de Montagnac est tué. Soixante-dix-neuf rescapés se réfugient dans le marabout dit de Sidi-Brahim et résistent pendant trois jours. Seuls douze d'entre eux survivent[38]. Il y a 295 soldats français tués[39].

### Octobre
- 5 octobre : premier numéro de la Revue sociale, ou Solution pacifique du problème du prolétariat, de Pierre Leroux[40].
- 6 octobre : 
  - Bugeaud qui séjourne en métropole à Excideuil apprend le massacre de la garnison de Djemma Ghazaouet[41]. Il part précipitamment vers l'Algérie dans la nuit du 7 au 8 octobre[42]. Il est de retour à Alger le 15 octobre avec un renfort de troupes[43].
  - Ernest Renan quitte le séminaire Saint-Sulpice et renonce au sacerdoce[44].
- 8 octobre : le prête anglican John Henry Newman se convertit au catholicisme[44].

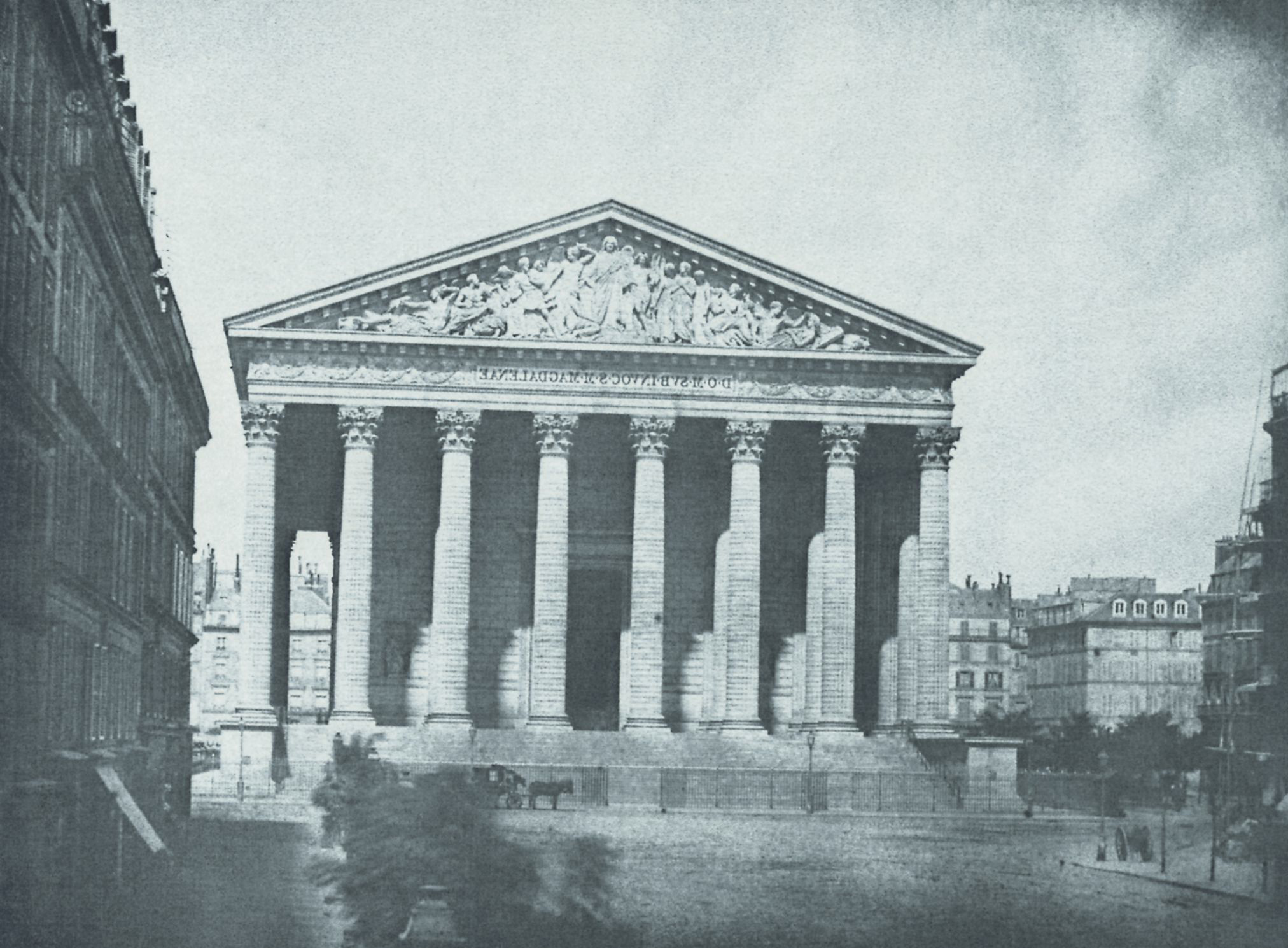
Hippolyte Bayard- La Madeleine. Photographie de 1845.

- 9 octobre : consécration de l'église de la Madeleine[45].

### Novembre
- 10 novembre :
  - Soult renonce au ministère de la Guerre pour ne garder que la présidence du Conseil, qui devient progressivement une simple fonction honorifique, le rôle de président du Conseil étant assumé de fait par Guizot. Le général Alexandre Moline de Saint-Yon lui succède au ministère de la Guerre[46].
  - mariage de Louise d'Artois, « Mademoiselle », sœur unique du comte de Chambord, avec le prince Ferdinand de Bourbon-Parme[47].
- 13, 14 et 15 novembre : fondation à Châtillon-sur-Seine de la société Bougueret-Martenot et Cie[48]. Elle fusionne en 1862 avec les forges de Commentry pour former la Société des forges de Châtillon et Commentry.
- 20 novembre : la marine française et la marine anglaise écrasent la flotte de Rosas, le dictateur argentin, à la bataille de la Vuelta de Obligado. Blocus de Buenos Aires[49].
- 29 novembre : pose de la première pierre du ministère des Affaires étrangères, quai d'Orsay par Dumon, ministre des Travaux publics, et par Guizot, ministre des Affaires étrangères[50].

### Décembre
- 2 décembre : le docteur Étienne Pariset fonde la Société protectrice des animaux[51].
- 13 décembre : traité de commerce entre la France et la Belgique[52]. Les tarifs mutuels remplacent l'Union douanière.
- 27 décembre : ouverture de la session parlementaire de 1846[53].